# Печенгское рудное поле
Печенгское рудное поле — крупное медно-никелевое рудное поле, расположенное в Печенгском районе Мурманской области России, в пределах северо-западной части Балтийского щита. Протяжённость рудного поля составляет около 70 км при ширине 1-2 км. Геологически связано с древним Печенга-Имандра-Варзугским рифтом и представлено серией вулкано-интрузивных образований протерозойского возраста.
Рудные тела преимущественно сульфидного типа, комплексного состава, содержащие никель, медь, кобальт, платиноиды, а также золото и серебро. Открытие рудных залежей датируется 1921 годом, промышленная разработка началась в 1934—1935 годах. В настоящее время разработка месторождений ведётся Кольской горно-металлургической компанией, входящей в структуру «Норильского никеля».
Печенгское рудное поле включает три основных рудных узла — Западный (Никельский), Центральный (Пильгуярвинский) и Восточный (Спутник-Киерджипор), в пределах которых локализуются крупнейшие месторождения региона.

## География и расположение
Печенгское рудное поле расположено в Печенгском районе Мурманской области России, в бассейне реки Печенга, к западу от одноимённого посёлка.
Рудное поле в плане имеет форму дуги, вытянутой в северо-западном направлении, общей протяжённостью до 70 км и шириной от 1 до 2 км. Породы погружаются к юго-западу под углом 30-50° на значительное расстояние под вулканиты IV покрова. Вмещающая вулканогенно-осадочная толща протягивается непрерывной полосой через всё рудное поле, её мощность изменяется от 1000—2000 м в центре до 400—200 м на флангах.
Крупнейшие населённые пункты, расположенные вблизи рудного поля, — посёлки Печенга, Заполярный, Никель (Мурманская область). Через территорию проходит автодорога, связывающая Заполярный и Никель. Имеется железнодорожная ветка и сеть промышленных дорог, обеспечивающих транспортную доступность для геологоразведочных и горнопромышленных работ.

## Геологическое строение
Печенгское рудное поле расположено в пределах Печенгской структуры — фрагмента Печенгско-Варзугского зеленокаменного пояса, относящегося к наиболее изученным раннедокембрийским структурам Кольского полуострова. Структура представляет собой асимметричный синклинорий площадью более 2000 км². Северная часть структуры (Северопеченгская зона) является фрагментом вулкано-тектонической палеодепрессии, заполненной вулканогенно-осадочными породами мощностью около 11 км. Южная часть палеодепрессии (Южнопеченгская зона) представляет собой линейный шовный прогиб с мощностью разреза до 5 км. Возраст пород печенгского комплекса — 2500—1905 млн лет; южнопеченгского — 1905—1700 млн лет. Промышленное медно-никелевое оруденение сосредоточено в пределах двух рудных полей — Печенгского и Аллареченского.